# 巴拿马经济
巴拿馬經濟总体处于中等開發中國家水平。巴拿馬運河扼守兩洋通道，是世界最重要運河，也成為巴拿馬經濟一大支柱。該國經濟是完全美元化的自由市場經濟，通脹一直處於低水平，以服務業為主，集中在金融、商業和旅遊業。

## 概觀
整體經濟處於低度開發水平，農林漁業占多數民眾生計，但航運相關企業和部分金融保險業有國際地位產生了少數巨富階級，貧富差距大。巴拿馬森林資源豐富且有許多熱帶樹種，桃花心木、西洋杉、柚木等木材在東部藏量豐富，提供了少數有國際競爭力的出口品，農民則以香蕉、鳳梨、甘蔗、咖啡等熱帶經濟作物維生。工業基礎薄弱，無重工業，製造業主要以農牧產品加工業及民生用品產業等輕工業為主，部分低技術家電能自製。
巴拿馬經濟依賴服務業，佔國內生產總值近八成，包括巴拿馬運河、銀行、科隆自由貿易區、保險、集裝箱港口、船舶註冊、醫療衛生和其他業務，工業包括製造飛機零件、水泥、飲料、黏合劑和紡織品，主要出口產品有香蕉、蝦、糖、咖啡和成衣。
銅礦與金礦有較大藏量，目前居第六大銅礦國，2013礦石開採業產值達4億3千萬美元，東部岩層裡石油和天然氣有理論上蘊藏量，也成為國際能源業關注焦點，對一般民眾而言想脫離農村只有進城從事服務業一途，服務產值達251億美金，運輸倉儲和觀光業為大宗工作機會來源，大西洋岸的巴拿馬箇郎港（包括MIT、CCT、Cristobal等三座碼頭）及太平洋岸的巴拿馬Balboa及PSA Panama港口，貨櫃營運量分居中南美洲主要港口的第一及第二位。2014會計年度第1季，巴拿馬運河通行噸位數創下單季歷史新高達8,770萬噸。
較高知識水準的勞工能在服務業中選擇較高端的銀行及保險業，巴拿馬穩居中美洲及加勒比海區域金融中心之地位，各銀行和保險業總資產達979.25億美元。
觀光業在2010年後進展快速，政府也加強觀光建設，2013年世界經濟論壇140個國家及地區中被評比為第37位，在美洲地區排名第4。飯店業持續投資、舉辦國際商展成為政府重點扶持對象，尼加拉瓜運河在未來開通後勢必對巴拿馬產生衝擊，政府意圖投資加強商貿接待能力和金融服務能力來迎戰。

## 經濟史
自16世紀初，巴拿馬的地理位置具比較優勢，西班牙征服者把黃金和白銀從秘魯經巴拿馬地峽運回西班牙，沿岸港口因處理大量殖民地貿易而變得繁榮。巴拿馬一直依賴環球商業以維持繁榮和進口，在20世紀前農業未受關注，1980年代大部分居民仍沿用印度土著技術。貨物從歐洲進口，其後來自北美洲，無需本地生產，致使工業發展緩慢。
巴拿馬經濟受國際貿易週期影響，在18世紀因殖民地交易量下跌而停滯，在19世紀因加州淘金熱增加貨物和乘客而表現蓬勃。1855年，貫穿巴拿馬地峽的鐵路竣工，經濟持續因而增長約15年，直至美國第一條洲際鐵路落成，使跨地峽的流量下降。1880年代法國開始建設橫跨地峽的運河，加上20世紀初美國的幫助，均刺激巴拿馬經濟。1903年巴拿馬從哥倫比亞分開，美國控制巴拿馬運河區後不久，憲法裁決採用美元作為法定貨幣。
1914年美國完成建造運河，運河流量在1915至1930年間平均每年增加15%，帶動運河兩端終點城市巴拿馬城和科隆的經濟，1930年代全球大蕭條使國際貿易和運河流量減少，終點城市出現廣泛失業，勞動人口轉行從事自給農業。第二次世界大戰期間，運河交通沒有增加，護航體系和美國軍隊保衛運河，運河沿岸的外來消費增加，致使經濟蓬勃發展。戰爭結束後，經濟再次衰退，大批失業人士投身農業。政府展開小規模公共工程，實行主要農作物的價格支持，對指定農業和工業產品增加保護。
經濟在戰後蕭條後快速增長，1950至1970年間國內生產總值平均每年增長6.4%，是世界上持續增長率最高的國家之一，所有行業均出現增長。農業產量增加，捕魚活動擴大（特別是蝦），發展種植高價水果和蔬菜，種植抗病香蕉品種以增加出口。商業發展成為一個相對先進的批發和零售系統，而銀行、旅遊、服務和運河區的出口增長迅速。最重要的是，運河的使用量隨著世界貿易增加，大大刺激該國經濟。
在1970和1980年代，巴拿馬的經濟增長因環球經濟而波動，1973年後國內外因素均使經濟增長明顯放緩，1973年至1979年期間實際國內生產總值每年平均增長3.5%。1980年代，經濟出現反彈，1980年至1982年期間國內生產總值每年分別增長15.4%、4.2%和5.6%。1982年後拉丁美洲急劇衰退，打擊巴拿馬經濟，1983年國內生產總值增長僅0.4%，1984年下跌0.4%。
巴拿馬在曼紐爾·諾列加掌權後負債累累，1986年向國際貨幣基金組織欠債2.84億特別提款權（3.6億美元），相當於配額的278％。國際貨幣基金組織因而在1985年至1987年期間實施備用安排框架內的調整計劃，經濟有所恢復。1985年巴拿馬經濟復蘇，國內生產總值增長4.1%，1986年增長2.8%。
美國開始遊說諾列加助長為毒品國家（narco-state），最終成功制裁凍結巴拿馬在美國的資產，1987年12月28日巴拿馬因使用美元被迫違約其國際貨幣基金組織的債務。該國出現經濟動盪，包括全面罷工和銀行系統關閉兩個月。1988年11月巴拿馬在國際貨幣基金組織會議前一天支付代幣，但情況直到1989年才得到解決。1989年5月總統選舉被國際社會譴責為欺詐行為，國際貨幣基金組織開始對巴拿馬不斷增加的欠款表現著急，因金額已上升至1.21億特別提款權（1.5億美元）。
1989年6月30日，美國和德國通過決議，宣布巴拿馬沒有資格進一步獲得國際貨幣基金組織的財務支持。 1989年12月，美國入侵巴拿馬，迫使諾列加投降，最終解決這局面。1990年4月仍拖欠國際貨幣基金組織1.815特別提款權（約合2.2億美元），1992年5月2日重新獲得國際貨幣基金組織的資金。
1994年埃內斯托上任總統後，提出經濟自由化計畫，旨在開放貿易體制、吸引外資、私有化國有企業和實行財政紀律，1997年將兩個港口私有化，批准出售鐵路早期資產。巴拿馬加入世界貿易組織，1998年初改革銀行業法例，廢除中央銀行。經濟改革在停滯兩年後開始落實，國內生產總值在1997和1998年分別增長3.6%和超過6%。巴拿馬運河和科隆自由區的航運和港口活動，從1996年緩慢出現反彈，是帶動增長的主要行業。
1999年9月1日，前總統阿努爾福·阿里亞斯·馬德里的遺孀米雷婭·莫斯科索上台後，試圖加強社會保障計畫，尤其是兒童與青少年的發展、保護和一般福利，該政府成功處理巴拿馬運河移交，並能有效管理運河。
2004年馬丁·托里霍斯當選總統，在國民議會佔多數議席。托里霍斯上台後，巴拿馬經濟持續強勁增長，2007年展開巴拿馬運河擴建項目，2016年6月26日完成工程通航，耗資53億美元，佔當時國內生產總值約25%，該擴建項目將運河承運能力翻倍，容許巴拿馬型大型船隻通過，這有助降低高失業率。巴拿馬經濟表現強勁，2008年貧困水平下降至29%。
2008年，巴拿馬是收入分配不均第二高的拉丁美洲國家，托里霍斯政府改革稅制和社會保障制度，支持區域貿易協定和發展旅遊業。巴拿馬不是中美洲自由貿易協定的簽署國，在2006年12月就自由貿易協定事宜與美國獨立談判，在實施後有助推動國家經濟增長。
2009年5月里卡多·馬蒂內利當選總統，於7月1日承諾促進自由貿易、建立耗資10億美元的巴拿馬市地鐵系統、改革醫療保健系統和完成巴拿馬運河擴建計畫，強調發展成為更安全、現代和支持國家的重要性，致力通過高效和負責的管治以改善國民的生活條件。

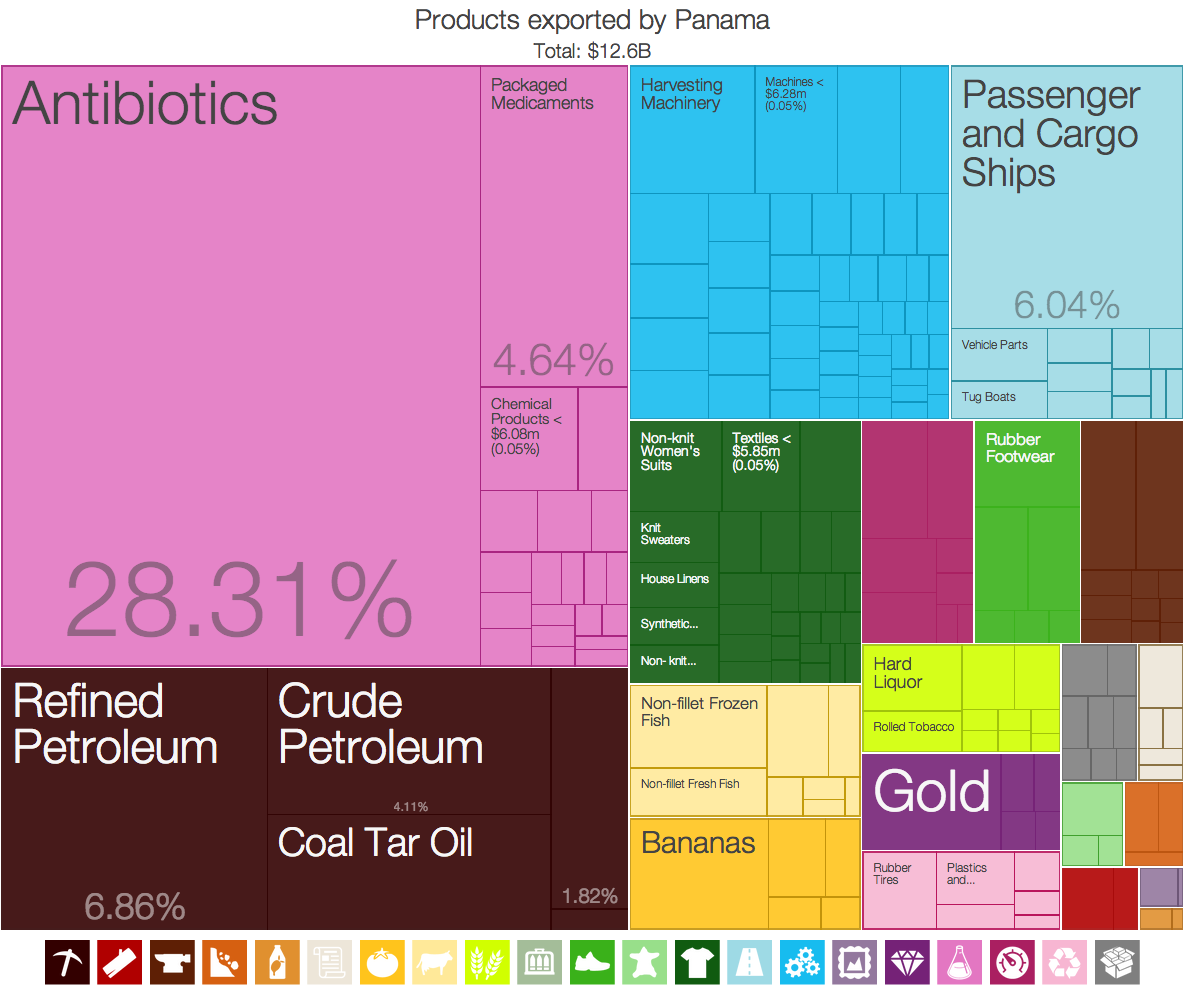
出口品

## 經濟行業

### 金融服務業
巴拿馬擁有龐大的金融服務業。由於沒有中央銀行作為最後貸款人救助陷入困境的銀行，因此巴拿馬銀行非常保守，2012年平均資本充足率為15.6%，相當於法定下限的兩倍。該行業增長依靠向運河貿易提供融資，後來演變為諾列加的毒品交易清洗黑錢。2007年–2008年環球金融危機，巴拿馬試圖擺脫作為避稅天堂，與許多國家尤其是經濟合作與發展組織簽訂雙重徵稅協定，2011年4月與美國簽署交換財務信息的協定。

### 農業

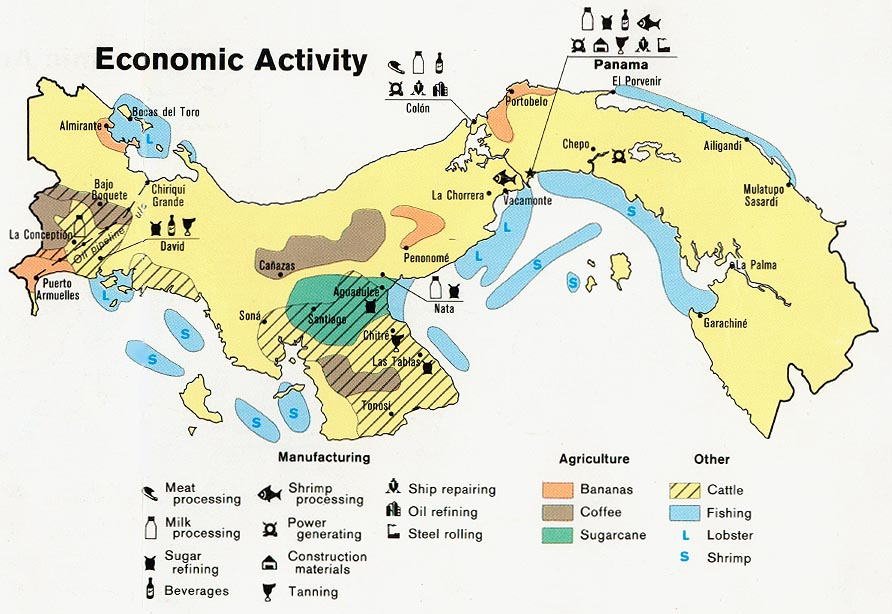
1981年巴拿馬經濟活動

巴拿馬的主要農產品有香蕉、可可豆、咖啡、椰子、木材、牛肉、雞、蝦、玉米、馬鈴薯、大米、大豆和甘蔗。2009年，農業和漁業佔巴拿馬國內生產總值的7.4%。
巴拿馬是糧食淨進口國，供應主要來自美國。 農業僱用人數佔勞動人口的比例，高於佔巴拿馬國內生產總值的百分比，許多農民從事自給農業。

## 稅制
巴拿馬的稅制受財政法規管，以地域為基礎，即是稅收只適用於當地進行業務產生的收入或收益。如果在巴拿馬設立銷售或行政辦公室，或為對外交易再開發票以賺取利潤，只要相關交易在境外進行則無須繳稅，因相關盈利而派發的分紅也不用繳稅。
2005年2月，巴拿馬的一院制議會批准財政改革方案，以提高新營業稅的收入，增加債務水平，該方案以46對28票獲得通過，向公司徵收總收入1.4%的稅款，並向美洲最大的自由港科隆自由貿易區中經營的公司徵收1%稅項。

### 進一步改革
總統馬蒂內利曾承諾實施單一稅制10%，以提高收入、控制通脹、大量提升實際工資大量。但該政府把銷售稅從5%提高至7%，以及增加其他稅項，以資助全國各地多項基礎設施項目。

## 運輸

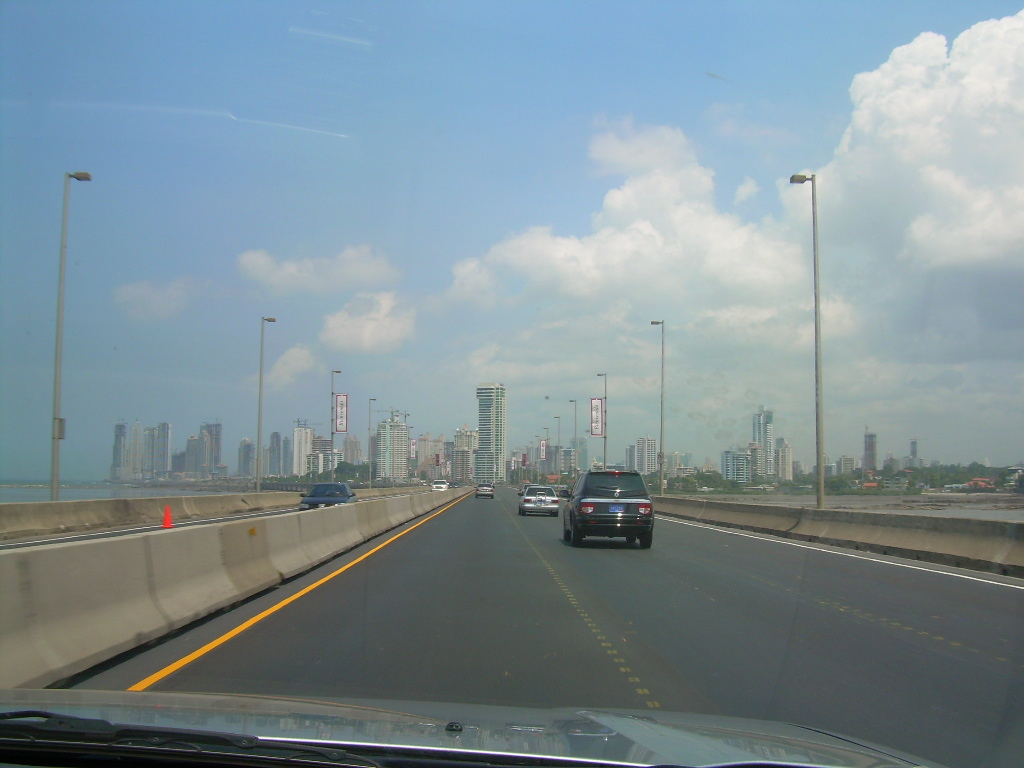
巴拿馬城

巴拿馬是拉丁美洲高速公路發達的國家，首都巴拿馬城有六條高速公路。
巴拿馬的道路、交通和運輸系統普遍安全，交通燈最近進行檢修，大部分已被替換成能遙距控制的交通燈。由於交通繁忙、經常堵車和街道改造方案，在日間駕車情況緩慢和費力。夜間在照明和駕駛條件不佳的道路上行車困難，在許多情況下受地方當局限制，這通常發生在非正規住區，在這些地區行車夜間特別危險。巴拿馬的交通靠右側前進，法律規定司機和乘客佩戴安全帶。
目前，巴拿馬的公共交通範圍廣泛而有效，但巴士的顏色對遊客造成困惑，它們通常塗上鮮豔的色彩，描繪著名演員、政治家或歌星，現時流行巴士司機親自對車廂內部和外部進行設計。巴拿馬城的街道計畫不周，因此路面經常堵車。

## 統計
下表顯示1980年至2017年的主要經濟指標。

| 年份                                        | 1980   | 1985   | 1990  | 1995  | 2000  | 2005   | 2006   | 2007   | 2008   | 2009   | 2010   | 2011   | 2012   | 2013   | 2014   | 2015   | 2016   | 2017    |
| ------------------------------------------- | ------ | ------ | ----- | ----- | ----- | ------ | ------ | ------ | ------ | ------ | ------ | ------ | ------ | ------ | ------ | ------ | ------ | ------- |
| 國內生產總值 （購買力平價，單位︰億美元）   | 73.2   | 111.8  | 126.1 | 185.9 | 264.7 | 367.1  | 410.7  | 472.7  | 523.6  | 536.1  | 573.8  | 654.8  | 728.5  | 789.3  | 852.0  | 911.0  | 988.7  | 1,038.9 |
| 人均國內生產總值 （購買力平價，單位︰美元） | 3,693  | 5,024  | 5,097 | 6,767 | 8,704 | 10,956 | 12,032 | 13,600 | 14,799 | 14,890 | 16,104 | 17,585 | 19,234 | 20,498 | 21,772 | 22,917 | 23,995 | 25,351  |
| 國內生產總值增長率 （實際）                 | 4.5 %  | 11.2 % | 8.1 % | 1.8 % | 2.7 % | 7.2 %  | 8.5 %  | 12.1 % | 8.6 %  | 1.6 %  | 5.8 %  | 11.8 % | 9.1 %  | 6.6 %  | 6.0 %  | 5.8 %  | 5.0 %  | 5.4 %   |
| 通脹率 （百分比）                           | 13.8 % | 1.0 %  | 0.8 % | 0.9 % | 1.4 % | 2.9 %  | 2.5 %  | 4.2 %  | 3.8 %  | 2.4 %  | 3.5 %  | 5.9 %  | 5.7 %  | 4.0 %  | 2.6 %  | 0.1 %  | 0.7 %  | 0.9 %   |
| 政府債務 （佔國內生產總值的百分比）         | ...    | ...    | ...   | 81 %  | 56 %  | 62 %   | 8 %    | 48 %   | 41 %   | 40 %   | 39 %   | 38 %   | 34 %   | 34 %   | 36 %   | 37 %   | 37 %   | 38 %    |

巴拿馬政府統計顯示，2002年至2006年間名義國內生產總值分別為116.9、131.0、140.0（初步估算）和151.4億（估計）美元。2002至2006年間增長強勁，多個行業增長強勁，交通運輸和通訊業成為國內生產總值的最大部分。實際國內生產總值在2003至2004年、2004年至2005年、2005年至2006年分別增長7.5%、6.9%和8.1%。
2008年國內生產總值增長9.2%，較2007年11.5%放緩。2009年上半年增長因全球經濟衰退而放緩至2.4%，但有望在2010年改善，增長率仍然是該地區最高之一，增長由建築業、交通運輸、港口及巴拿馬運河相關活動、旅遊業帶動，使政府赤字佔國內生產總值的比例在2009年下降至43%，政府發行的債券在2010年2月達到投資級別。聯合國最近的報告強調巴拿馬的減貧進展，2001至2007年間整體貧困率從37%下降到29%，而極端貧困率從19%下降到12%。然而，巴拿馬仍然是拉丁美洲第二大收入分配不均的國家。